# Tomomi Takahashi
Tomomi Takahashi (高橋 卓巳, Takahashi Tomomi, né le 29 janvier 1956) est un athlète japonais, spécialiste du saut à la perche.

## Biographie
Il remporte la médaille d'or du saut à la perche lors des championnats d'Asie 1981, et se classe deuxième de l'édition 1979. Il remporte par ailleurs les Jeux asiatiques de 1978 et de 1982.

### Palmarès
| Date | Compétition         | Lieu      | Résultat | Épreuve          | Performance |
| ---- | ------------------- | --------- | -------- | ---------------- | ----------- |
| 1978 | Jeux asiatiques     | Bangkok   | 1er      | Saut à la perche | 5,10 m      |
| 1979 | Championnats d'Asie | Tokyo     | 2e       | Saut à la perche | 5,10 m      |
| 1981 | Championnats d'Asie | Tokyo     | 1er      | Saut à la perche | 5,20 m      |
| 1982 | Jeux asiatiques     | New Delhi | 1er      | Saut à la perche | 5,30 m      |

### Records
| Épreuve          | Performance | Lieu     | Date         |
| ---------------- | ----------- | -------- | ------------ |
| Saut à la perche | 5,25 m      | Helsinki | 14 août 1983 |